# Bagačiće
Bagačiće (izvirno srbsko Багачиће) je naselje v Srbiji, ki upravno spada pod Občino Sjenica; slednja pa je del Zlatiborskega upravnega okraja.

## Demografija
V naselju, katerega izvirno (srbsko-cirilično) ime je Багачиће, živi 71 polnoletnih prebivalcev, pri čemer je njihova povprečna starost 41,6 let (40,5 pri moških in 42,8 pri ženskah). Naselje ima 24 gospodinjstev, pri čemer je povprečno število članov na gospodinjstvo 3,54.
Prebivalstvo je večinoma nehomogeno.
|  |

| Demografija | Demografija     | Demografija     |
| Leto        | Št. prebivalcev | Št. prebivalcev |
| ----------- | --------------- | --------------- |
|             |                 |                 |
|             |                 |                 |
|             |                 |                 |
|             |                 |                 |
| 1948        | 291             |                 |
| 1953        | 313             |                 |
| 1961        | 292             |                 |
| 1971        | 217             |                 |
| 1981        | 132             |                 |
| 1991        | 103             | 103             |
| 2002        | 92              | 85              |
|             |                 |                 |

| Etnična sestava po popisu iz leta 2002 | Etnična sestava po popisu iz leta 2002 | Etnična sestava po popisu iz leta 2002 | Etnična sestava po popisu iz leta 2002 | Etnična sestava po popisu iz leta 2002 |
| -------------------------------------- | -------------------------------------- | -------------------------------------- | -------------------------------------- | -------------------------------------- |
| Srbi                                   | Srbi                                   |                                        | 54                                     | 63,52%                                 |
| Bošnjaki                               | Bošnjaki                               |                                        | 31                                     | 36,47%                                 |
| Neznano                                | Neznano                                |                                        | 0                                      | 0,0%                                   |